# Atheris desaixi
Atheris desaixi är en ormart som beskrevs av Ashe 1968. Atheris desaixi ingår i släktet trädhuggormar, och familjen huggormar. Inga underarter finns listade.
Ormen förekommer i Kenya och klättrar i träd. Honor föder levande ungar (vivipari).